# Code secret (film)
Pour plus de détails, voir Fiche technique et Distribution.
Code secret (titre original : Rendezvous)  est un film d'espionnage américain en noir et blanc réalisé par William K. Howard, sorti en 1935.

## Synopsis
En avril 1917, l'ancien journaliste William Gordon est engagé dans l'armée américaine. La veille de son départ de Washington pour la France, il rencontre Joel Carter une mondaine lors d'une réunion d'ambassade. Le couple passe la journée ensemble où Gordon confie que parce qu'il a autrefois écrit un livre sur la cryptographie sous un nom de plume, l'armée le recherche pour le faire travailler derrière un bureau, mais qu'il est impatient d'aller au combat. Juste avant de monter dans son train, Gordon reçoit l'ordre de se présenter au secrétaire adjoint à la Guerre John Carter. Malgré ses objections, Carter affecte Gordon à la salle de décryptage pour l'aider à déchiffrer un message allemand intercepté que le major Brennan, un cryptologue britannique expérimenté, n'a pas réussi à déchiffrer. Gordon apprend que Carter est l'oncle de Joel, et qu'elle a révélé sa véritable identité pour le garder à Washington.
Les États-Unis sont profondément préoccupés par la menace que font peser les U-boat sur leurs convois de troupes et de ravitaillement en direction de l'Europe. Pour vaincre cette menace, des escortes britanniques iront à la rencontre des transports américains avant qu'ils n'entrent dans la zone la plus dangereuse. Le point de rendez-vous ne sera donné aux navires que la veille de leur rencontre, transmis par radio dans un nouveau code conçu par le major Brennan. Un navire de munitions est envoyé en premier pour tester le nouveau système. Cependant, un réseau d'espions allemands dans la ville a déjà eu accès au code et laisse passer le navire pour attirer des transports de troupes plus précieux dans leur piège à sous-marins. Gordon déchiffre le message intercepté et réalisant que le code a été compromis, alerte ses supérieurs. Un convoi de troupes a déjà pris la mer et dans trois jours, ils devront lui envoyer le lieu de rendez-vous dans le code qui n'est plus secret.
Brennan soupçonne sa maîtresse, Olivia Karloff, d'avoir volé son code. Il la prend en flagrant délit, mais elle tire sur lui et le tue dans la panique. Ses supérieurs, mécontents, lui ordonnent de détourner les Américains du réseau d'espionnage. Bien qu'il fasse envoyer à Olivia une circulaire contenant un message écrit à l'encre invisible, et qu'il la fasse venir pour l'interroger, Gordon la libère pour qu'elle le mène au reste des espions. Joel pense à tort qu'il a été enchanté par ses ruses de séduction. Olivia prévient secrètement le capitaine Nicholas Nieterstein, un attaché d'ambassade étranger qui fait partie du réseau d'espionnage, que les Américains ont la circulaire, qui nécessite l'utilisation d'un réactif pour révéler le message. Olivia apprend que le réseau d'espionnage va trahir Nieterstein pour tromper les Américains et leur permettre de transmettre le lieu de rendez-vous au convoi de troupes.
En dînant plus tard avec Gordon, Olivia fait semblant de faire tomber accidentellement dans un verre d'eau une des médailles militaires de Nieterstein en sa possession, révélant ainsi le réactif et sa complicité. Le livre de code volé est trouvé en sa possession, placé par ses propres compatriotes et il est arrêté. Nieterstein préféère se suicider alors que Gordon oblige Olivia à le conduire aux espions dans un hôtel tenu par des agents ennemis. Joel jaloux les suit et devient l'otage des espions. Gordon est également capturé et sous la contrainte, il prétend avoir décodé le message de position du convoi. Or il leur a donné les coordonnées de l'hôtel. Lorsque le réseau d'espions transmet l'information, les Américains l'interceptent et Carter reconnaît l'adresse. Des agents du ministère de la Justice se fraient un chemin dans l'hôtel pour sauver Gordon et Joel. Gordon reprend son voyage vers la France, mais alors qu'il est sur le point de monter dans son train, Joel utilise à nouveau son influence pour le retenir à Washington.

## Fiche technique
- Titre original : Rendezvous
- Titre français : Code secret
- Réalisation : William K. Howard
- Scénario : Bella Spewack, Samuel Spewack, P. J. Wolfson et George Oppenheimer d'après le livre de Herbert O. Yardley
- Direction artistique : Cedric Gibbons
- Photographie : William H. Daniels
- Montage : Hugh Wynn
- Musique : William Axt
- Société de production : Metro-Goldwyn-Mayer
- Société de distribution : Loew's Inc.
- Pays de production :  États-Unis
- Langue originale : anglais américain
- Format : noir et blanc — 1,37:1 — son : mono
- Genre : guerre, espionnage
- Durée : 94 minutes
- Date de sortie :
  - États-Unis : 24 octobre 1935

## Distribution
- William Powell : lieutenant Bill Gordon
- Rosalind Russell : Joel Carter
- Binnie Barnes : Olivia Kerloff
- Lionel Atwill : Major William Brennan
- Cesar Romero : le capitaine Nicholas Nieterstein
- Samuel S. Hinds : John Carter
- Henry Stephenson : l'ambassadeur
- Frank Reicher : Dr R.A. Jackson
- Charley Grapewin : Martin
- Leonard Mudie : Roberts
- Howard C. Hickman : G-Man
- Charles Trowbridge : la secrétaire
- Murray Kinnell : de Segroff

Acteurs non crédités
- Margaret Dumont : Mme Hendricks
- Mary Forbes : Lady Cavendish
- Sidney Bracey : l'assistant de Jackson
- Hedwiga Reicher : l'associé de Segroff
- David Burns : groom
- Charles Coleman : portier
- Melville Cooper : portier
- Gino Corrado : le commis
- James Flavin : policier
- Winter Hall : l'aumônier
- John Harmon : télégraphiste
- Bernadene Hayes : Bobbie Burns
- Sterling Holloway : chauffeur de taxi
- Lee Kohlmar : couturier
- Sam McDaniel : concierge
- Belle Mitchell : Mexicaine
- William V. Mong : employé de bureau
- Frank O'Connor : officier
- Lee Phelps : policier
- Cyril Ring : l'ordonnance
- Rudolph Anders : l'opérateur radio
- Mickey Rooney : garçon de la campagne
- Larry Steers : le déchiffreur
- Milburn Stone : l'aide de Carter
- Theodore von Eltz : assistant
- Morgan Wallace : jardinier
- Charles C. Wilson : éditeur
- Edward Earle
- Pat O'Malley